# 大村 (東京都)

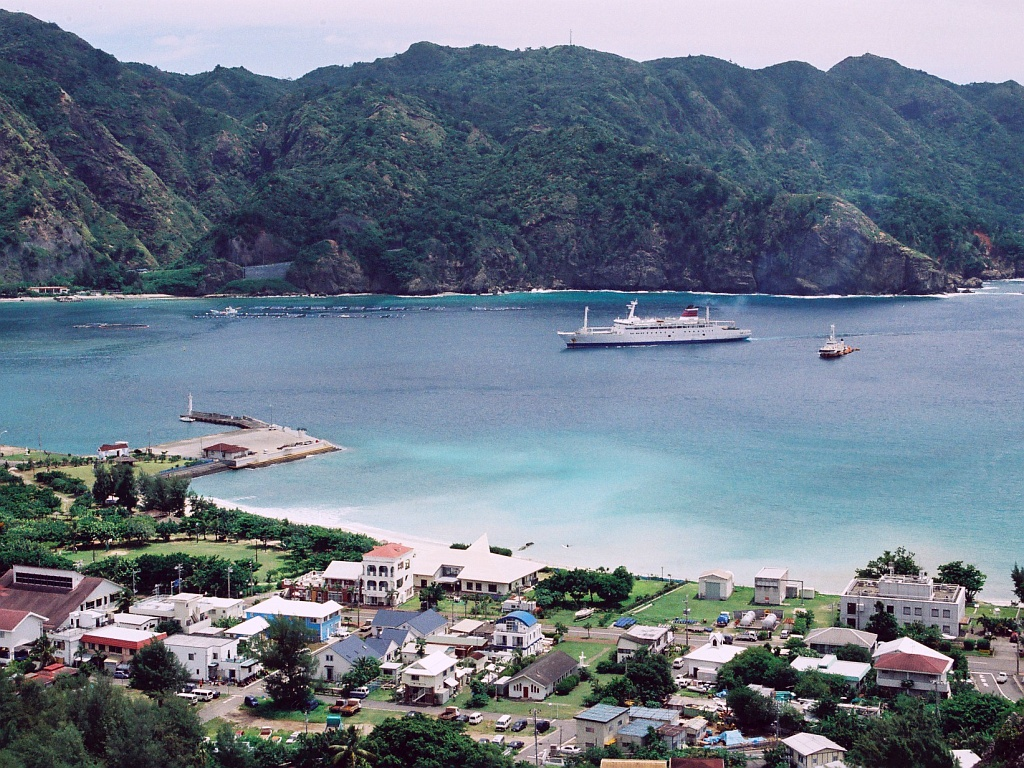
2007年現在の父島・二見港と旧大村

大村（おおむら）は、東京都小笠原支庁管内にかつて存在した村である。

## 地理
現在の小笠原村父島の北部、兄島、弟島等に位置する。現在は小笠原村役場、二見港が所在し、小笠原諸島の中心地となっている。

## 歴史

### 沿革
- 1940年（昭和15年）4月1日 - 父島への町村制の施行に伴い発足。
- 1943年（昭和18年） - 東京都制を施行。
- 1946年（昭和21年）1月29日 - GHQよりSCAPIN-677が指令される。このSCAPIN-677によって小笠原諸島全域における日本の施政権が停止され、アメリカ軍の直接統治の下に置かれる[1]。
- 1952年（昭和27年）4月28日 - サンフランシスコ講和条約発効により、大村は日本政府の行政から分離され廃止。アメリカ合衆国の施政権下に置かれ引き続きアメリカ海軍管理となる。これに伴い各村役場は廃止され、役場の一般事務は東京都総務局行政部地方課分室で行われる。
- 1968年（昭和43年）6月26日 - アメリカ合衆国軍から返還、本土復帰すると同時に、小笠原支庁の全域をもって東京都小笠原村となる。

変遷表
| 1940年 以前 | 1940年 以前 | 昭和15年 4月1日 | 昭和27年 4月28日                        | 昭和43年 6月26日  | 現在     |
| ----------- | ----------- | --------------- | --------------------------------------- | ----------------- | -------- |
|             | 大村        | 大村            | サンフランシスコ講和条約 発効により廃止 | 本土復帰 小笠原村 | 小笠原村 |

## 人口
総数 [単位： 人]
| 1885年（明治18年） | 168   |
| 1937年（昭和12年） | 2,378 |

## 交通

### 港湾
- 二見港